# 1676 en santé et médecine
| Années de la santé et de la médecine : 1673 - 1674 - 1675 - 1676 - 1677 - 1678 - 1679    |
| Décennies de la santé et de la médecine : 1640 - 1650 - 1660 - 1670 - 1680 - 1690 - 1700 |

Cet article présente les faits marquants de l'année 1676 en santé et médecine.

## Événements
- 31 décembre : Armand-Jean de Mauvillain devient docteur-régent de la Faculté de médecine de Paris[1].

- Fondation de l'hôpital général de Montauban, en Languedoc, par fusion de l'hôpital Saint-Jacques, dit « hôpital Lautier », avec les hôpitaux de Paria et de Montauriol[2].
- Création d'une maîtrise pour les chirurgiens à l’École de Médecine et de Pharmacie de Limoges[3].

## Publications
- Denis Dodart : Mémoires pour servir à l'histoire des plantes[4].
- Thomas Sydenham : troisième édition de Methodus curandi febres sous le titre de Observationes Medicae[5].
- Thomas Bartholin : Antiquitatum veteris puerperii synopsis[6].

## Naissance
- Michel-Louis Reneaulme de Lagaranne (mort en 1739), médecin et botaniste français.

## Décès
- 14 ou 16 février : Abraham Bosse (né entre 1602 et 1604), graveur d'ouvrages techniques en médecine.